# Olha Pleschkan

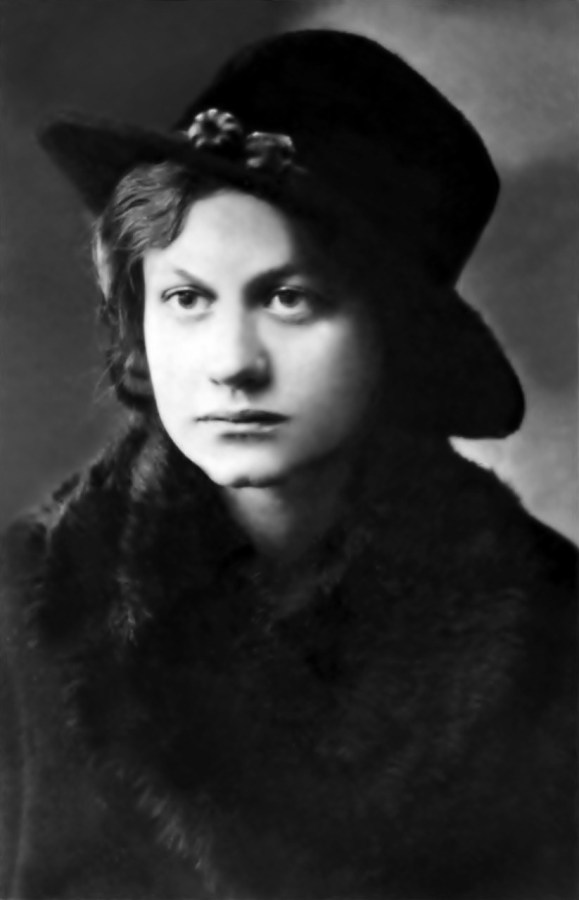
Olha Pleschkan (1924)

Olha Iwaniwna Pleschkan (ukrainisch Ольга Іванівна Плешкан, * 15. Juni 1898 in Tschortowez, Galizien; † 26. Dezember 1985 in Snjatyn) war eine sowjetisch-ukrainische Malerin und Grafikerin.

## Biografie
1918 schloss sie das Gymnasium in Horodenka ab und studierte von 1921 bis 1925 an der philologischen Fakultät der Universität Lwiw. Sie studierte von 1925 bis 1932 mit Unterbrechungen an Oleksa Nowakiwskyjs Kunstschule. Da sie sich das Studium nicht leisten konnte, leitete ihr Verwandter Ioanykij Schymonowytsch, ein Wirtschaftsdozent am Ukrainischen Polytechnischen Institut, eine Petition ein. In einem Brief an Wassyl Stefanyk, Pleschkans Onkel und Vormund, schlug er vor, dass er und Nowakiwskyj sich an Andrej Scheptyzkyj wenden und ihn bitten sollten, Pleschkan ein Stipendium zu gewähren.
Im Jahr 1928, auf der zweiten Jahresausstellung der Werke der Schüler von Nowakiwskyjs Schule im Akademischen Haus in Lwiw, wurden Pleschkans Werke mit der Auszeichnung „Für ein intelligentes Gespür für Landschaft“ ausgezeichnet. In den folgenden fünf Jahren stellte sie ihre Werke in Lwiw und auf Wanderausstellungen in verschiedenen Orten Galiziens, wie Kolomyja, Stanyslawiw, Stryj, Drohobytsch, Sambir, Przemyśl und Ternopil aus. Zu Pleschkans Werken gehörten Porträts, Landschaftsmotive und Genremalerei. Zu ihren Techniken gehörten Ölmalerei und gelegentlich Linolschnitt, Aquarell, und Zeichnung.
Nach Abschluss ihres Studiums kehrte Pleschkan in ihre Heimat Pokutien zurück. Gleichzeitig blieb sie mit dem künstlerischen Leben Lwiws verbunden und stellte ihre Werke neben denen ihrer Schulkameraden auf der dritten Ausstellung der Ukrainischen Gesellschaft der Kunstfreunde im Jahr 1934 und auf der großen „Retrospektivausstellung ukrainischer Kunst“ im Jahr 1935 im Nationalmuseum Lwiw aus. Sie nahm auch an einer Ausstellung weiblicher Kunst teil, die 1934 anlässlich des Weltkongresses ukrainischer Frauen in Stanyslawiw organisiert wurde und zu einer Demonstration der emanzipatorischen Frauenbewegung in Galizien wurde.
In den Jahren 1941 bis 1957 war Pleschkan eine wissenschaftliche Mitarbeiterin am Wassyl-Stefanyk-Literatur- und Gedenkmuseum in Russiw und arbeitete als Reiseleiterin. 1942 und 1943 schickte sie ihre Werke zu Gemeinschaftsausstellungen der neu gegründeten Union Ukrainischer Bildender Künstler nach Lwiw. Von 1957 bis 1985 lebte sie in Snjatyn. Während der Sowjetzeit drängte die Regierung Pleschkan selbst und ihre Werke an den Rand des offiziellen Kunstlebens, da sie für die Agitations- und Propagandazwecke der Regierung nicht dienlich waren. Pleschkan ist auf Snjatyns Stadtfriedhof begraben.
1995 wurde in Pleschkans Haus eine Zeit lang ein gemeinnütziges Kunst- und Gedenkmuseum betrieben. Eine Straße in der Stadt ist nach ihr benannt. 2010 wurde in Lwiw eine Monografie über Pleschkan veröffentlicht.